# 根岸信五郎

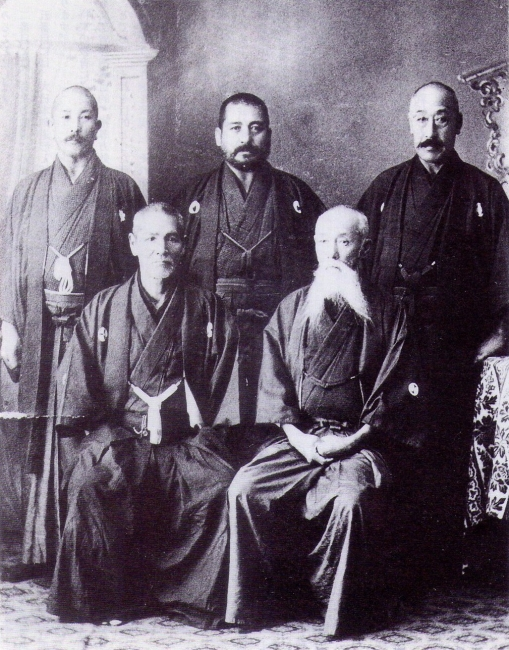
1912年（大正元年）10月、大日本帝国剣道形制定委員主査。前列右・根岸信五郎。

根岸 信五郎（ねぎし しんごろう、1844年（弘化元年1月）- 1913年（大正2年）9月15日）は、明治期の日本の剣術家。流派は神道無念流。称号は大日本武徳会剣道範士。諱は資剛。

## 経歴

### 生い立ち
越後長岡藩家老・牧野頼母（図書）の庶子であったが、同藩の町奉行250石・根岸四郎右衛門の養子となった。8歳から剣術を学ぶ。

### 練兵館で修行
藩主・牧野忠恭から、同藩士・小野田伊織と共に江戸での剣術修行を命じられ、1863年（文久3年）春、江戸へ出て神道無念流の道場・練兵館に入門。斎藤新太郎（2代目斎藤弥九郎）の指南を受けた。同門には桂小五郎や渡辺昇など明治維新の志士もいたが、桂は1859年（安政5年）に長州藩に帰藩したので根岸が入門した当時は既に練兵館にいなかった。1865年（慶応元年）、免許皆伝を授けられる。同時に師範代に任ぜられたともいう。

### 戊辰戦争
帰藩後、戊辰戦争が勃発し、北越戦争に剣術隊長として出陣する。河井継之助指揮のもと新政府軍と戦い、長岡城が奪われたときは剣客百余名を組織して城の奪回に成功した。その後、貫通銃創を負い、傷口に蛆がわいたが、荒縄を通し擦り落として一命を取り留めた。
この実戦経験について後年、「初めて敵と相対した際、相手の武器の種類とか、間合とかの判断はとても不可能で、只、夢中に刀を振りあげて体ごと敵にぶつけたのち、ア、自分は無事だったかと感ずるだけで、（当時は切紙の腕前など全く受けつけないほどの伎倆だったにもかかわらず）、あとで我にかえると体はガタガタで、息は苦しく、力は殆ど抜け切ってしまっていた。実戦の異状さは容易に想像できぬもので、度重なるに従い、何となく心に余裕らしきものは出てくるが、サテとなると平静とはいえぬ夢中さが出て、終戦まで遂に脱し切れなかった」と述懐した。

### 明治維新後
1873年（明治6年）、2代目斎藤弥九郎主催の浅草撃剣興行に参加。1883年（明治16年）、憲兵軍曹として警視庁主催の向ヶ岡弥生社撃剣大会に出場し、江原則明（直心影流）に勝つ。1884年（明治17年）、同大会で三橋鑑一郎に敗れる。1885年（明治18年）、高輪の伊藤博文邸で開催された天覧試合に出場し、坂部大作（鏡新明智流）と引き分ける。同年、宮内省済寧館天覧試合にも出場し、渡辺楽之助に敗れる。
1885年（明治18年）、神田区西小川町に「有信館」道場を設立。剣道界に大きな勢力を持つ道場となる。1888年（明治21年）、憲兵から警察に転じ、警視庁撃剣世話掛、皇宮警察撃剣世話掛、宮内省済寧館御用掛を歴任。
1894年（明治27年）、慶應義塾剣術部の師範となる（同部は隆盛を極め、慶應義塾は1918年（大正7年）、普通部3年生以上に正課として剣道を課し、また幼稚舎6年生にも剣道の指導を行うことを決定することとなる）。

### 晩年
1895年（明治28年）、大日本武徳会第1回武徳祭大演武会に出場し、特に優秀と認められ精錬証を授与される。1906年（明治39年）、範士号を授与される。真貝忠篤、得能関四郎と共に「東都剣道界の三元老」と称され、明治剣道界の大御所的存在であった。1911年（明治44年）、剣道形調査委員（全国から25名選出）の主査に選ばれ、大日本帝国剣道形制定に尽力した。信五郎には妻（名は玉子）がいたが、実子が無かったため、高弟の中山博道を養子にして、有信館を継がせた。
老齢になった根岸は、弟子に抱えられて道場に入り、弟子の手で支度したが、いったん竹刀を構えると、血気盛んな者がどんなに激しく打ちかかっても少しも体に当てさせず、難なく打ち込んだ。しかも根岸の竹刀はゆっくり動いていたという。このことについて笹森順造は、「体力でも技力でもなく、思慮を超えた先見、透視のはたらきである」と述べている。
1913年（大正2年）9月15日、死去。享年70。法名は有信院殿顕揚祖道無念大居士。墓は東京都港区南麻布の天真寺。中山博道も同寺に葬られている。また、港区愛宕の曹洞宗青松寺に弟子たちが建立した巨大な顕彰碑があったが、1999年（平成11年）、再開発により埼玉県戸田市内の寺（多福院）に移転した。

## 著書
- 1884年（明治17年）、『撃剣指南』を著した。「本邦古来、剣道有リテ剣書ナシ」とし、段階順序を経て進歩させるための剣道の技法を解説している。

- 根岸が剣道の基本と理について分かりやすく述べたものを弟子が書き留めた、『根岸信五郎先生遺稿 剣道講話録』が伝わっている。この中で、剣の業前（わざまえ）について、「気勢」・「機を見るに敏捷なること」・「技倆（技量）」の重要性を挙げ、これらの前提として「まず己を知ること」、そして「手足身の一致」が必要と説いている。